# Tom Moffatt
Thomas (Tom) Moffatt (* Januar 1940 in Ballina, County Mayo, Irland) ist ein ehemaliger irischer Politiker der Fianna Fáil.

## Biografie
Moffatt studierte am University College Galway und praktizierte lange Zeit als Arzt. Bei den Wahlen zum Dáil Éireann 1992 war er im Wahlkreis Mayo East erfolgreich und zog als Teachta Dála in den Dáil ein. 1997 wurden die Wahlkreise neugeordnet. Moffatt verteidigte bei diesen Wahlen seinen Sitz im Wahlkreis Mayo.
Der Taoiseach Bertie Ahern ernannte Moffatt in seiner ersten Regierung am 8. Juli 1997 zum Staatsminister für Lebensmittelsicherheit und Senioren im Gesundheitsministerium. 
Bei den Wahlen zum Dáil Éireann 2002 blieb er jedoch erfolglos und erreichte auch für den Einzug in den Seanad Éireann zu wenig Stimmen. Er war dann wieder als Arzt tätig und machte 2013 von sich in einem Schadensersatzfall in seiner Praxis reden.

## Privates
Thomas Moffatt ist mit Patricia Cashman verheiratet.

## Quelle
- Eintrag auf der Homepage des Oireachtas